# クラッシュ・バンディクー カーニバル
『クラッシュ・バンディクー カーニバル』（Crash Bandicoot Carnival）は、ソニー・コンピュータエンタテインメント（現・ソニー・インタラクティブエンタテインメント）発売のプレイステーション用のゲームソフトであり、クラッシュ・バンディクーシリーズの5作目にあたるパーティーゲームである。本作はマルチタップ「おはなしモード」に対応しており、最大4人までプレイが可能である。
本作は『クラッシュ・バンディクー』シリーズとしては初のノーティードッグ以外の企業が開発した作品である。それに加え、同シリーズでは最後のPlayStation用ソフトでありソニー・コンピューターエンタテインメントは本作を最後に『クラッシュ・バンディクー』シリーズの販売権を手放した。
シリーズ第1作である『クラッシュ・バンディクー (ゲーム)』において、ソニー･コンピューターエンターテインメント側のプロデューサーを務めた吉田修平は、販売権を手放した理由について「第1作はPlayStationに合わせたゲームデザインであり、PlayStation 2用のアクションゲームの制作を考えた結果」としている。

## システム

### ゲームモード
おはなしモード
ストーリーに沿ってステージをクリアしていくモード。詳しくは後述。
バトルモード
1～4人で好きなミニゲームを遊べる対戦モード。全員が敵のバトルロイヤルと2対2で戦うチームバトルの2つから選択できる。また、優勝に必要な勝利数（最大5点）やCOMキャラクターの難易度も設定が可能で、鍵のかかっているステージは、「おはなしモード」で優勝カップを獲得することでプレイできる。
たいかいモード
1～4人で、4ステージ1セットの大会を遊ぶ対戦モード。『バトルモード』とは違い、チームバトルはできない。最終的に一番点数の多かったプレイヤーの勝利となる。「タンクたいかい」「レーサーたいかい」「そのほかたいかい」を選ぶには、4つのステージを全て出現させる事が必要。

## ストーリー
前作「レーシング」でエヌ・オキサイドとの勝負に勝ち、地球の平和を取り戻したクラッシュ達はそれぞれの生活を過ごしていた。
その頃、宇宙にある神殿ではアクアクとウカウカが「善と悪、どちらが優れているのか」という理由で口喧嘩をしていた。いくら話し合っても問題は解決せず、戦いで決着をつけることを考えたが、2人が直接戦うことは大宇宙の定めによって禁じられているため、やむを得ずクラッシュ達を呼び出して代理として戦わせることにした。
アクアクはクラッシュとココの2人を、ウカウカはコルテックス、タイニータイガー、ブリオ、リラ・ルー、ディンゴダイル、コアラコングの計6人を召喚した。
人数の差の大きさに気付いたアクアクの頼みを受けたウカウカは、自分の部下の中から2人をアクアク側に移すことを許し、タイニータイガー、ディンゴダイルの2人がアクアク側につけられた。
そして、善と悪の代理戦争が始まった。

## 登場キャラクター

### プレイヤーキャラクター
キャラクターには「はこスローたいかい」「ガッチンたいかい」「タンクたいかい」において性能差があり、それぞれ4タイプに分けられる。

#### アクアクチーム
クラッシュ・バンディクー
英：ブレンダン・オブライエン/日：山口勝平
クラッシュ・バンディクーシリーズの主人公で、アクアクチームの代表。お昼寝の真っ最中に、宇宙で決戦を繰り広げようとしていたアクアクとウカウカに戦いの代理として急遽呼び出される。
全体の性能は、攻撃力等はやや劣るが全キャラの中で最もバランスが取れており、初心者向けとなっている。
はこスローステージでは直接攻撃はスピンアタックである。スピンアタックは全方向に攻撃できる上、移動しながら使えるためスキが少ないが、箱を持つと動きが鈍くなり飛距離もないため箱をぶつける際は相手に近づく必要がある。
ガッチンステージでは体当たりの威力は低めだが、ゲージの減少量が少ないため連続で体当たりできる。
タンクステージでは移動速度が速く火の玉を一発ずつ発射できるが、装填に時間がかかる。最初から使える８人のキャラの内の１人。
ココ・バンディクー
英：不明/日：池澤春菜
今作唯一の女性キャラクター。全体の性能はクラッシュと同じ。最初から使える８人のキャラの内の１人。
タイニータイガー
英：ブレンダン・オブライエン/日：立木文彦
コルテックスの手下だが、人数合わせのためアクアクチームに配置される。
全体の性能は、パワー重視の上級者向けとなっている。
はこスローステージでは、投げの性能はトップクラスだが、直接攻撃であるキックの性能が低い。
ガッチンステージでは、体重が重く体当たりの威力も最強だがゲージの溜まるスピードは遅い。
タンクステージでは、トゲ付きの玉を一発発射できる。弾速は遅いが、その威力は他と比べると高い。最初から使える８人のキャラの内の１人。
ディンゴダイル
英：ブレンダン・オブライエン/日：石田圭祐
タイニーと同様、人数合わせのためアクアクチームに配置される。
性能は、攻撃力はクラッシュ・ココより強くタイニー・コングより弱い中級者向けとなっている。
はこスローステージでは、直接攻撃は全方向に攻撃できる尻尾攻撃を得意とする。クラッシュ・ココのスピンアタックより攻撃範囲はやや広めだがスキが大きい。投げは苦手。
ガッチンステージでは、威力があるうえゲージ減少量が少ないため連続攻撃が可能だが、一回の押し出しが非常に短い。
タンクステージでは、小さめの火の玉を一度に二発まで発射できるが、寿命が短い。最初から使える８人のキャラの内の１人。

#### ウカウカチーム
ネオ・コルテックス
英：クランシー・ブラウン/日：飯塚昭三
ウカウカチームの代表。怪しげな研究をしていた途中、アクアクとウカウカに呼び出される。
全体の性能は、攻撃力はクラッシュ・ココよりも低い分、移動速度や攻撃速度等スピードに特化したタイプ。
はこスローステージでは、タイニー・コング同様投げが得意で直接攻撃がやや劣る。直接攻撃には光線銃を用いる（箱を持つ時も光線銃を使う）。
ガッチンステージでは、一回の押し出し距離がかなり長いが、ゲージを全て消費するため次の攻撃までに時間がかかる。
タンクステージでは、ビーム砲を一発発射できる。主砲の弾速が最も速く寿命も長いが、充填速度も遅い。最初から使える８人のキャラの内の１人。
ニトラス・ブリオ
英：ブレンダン・オブライエン/日：小形満
「2」ではクラッシュ側に寝返ったが、今作で再びコルテックスの味方となった。
全体の性能はコルテックスと同じ。最初から使える８人のキャラの内の１人。
コアラコング
声：ブレンダン・オブライエン
「1」におけるコルテックスの部下。
全体の性能はタイニーと同じ。最初から使える８人のキャラの内の１人。
リラ・ルー
英：ブレンダン・オブライエン/日：小形満
今作初登場。ブリオがリパー・ルーの遺伝子から作り出した、ゴリラとカンガルーが合体したキャラ。関西弁で話しており、「まいど」が口癖である。
全体の性能はディンゴと同じ。最初から使える８人のキャラの内の１人。海外版では標準語で喋る。

### その他のキャラクター
アクアク
英：メル・ウィンクラー/日：緒方賢一
宇宙の神殿でウカウカと最後の決着を付けるべく、クラッシュ達を呼び出した。はこスローではアイテムとしても登場する。クラッシュ、ココ、タイニー、ディンゴの「正義のチーム」を結成し、打倒ウカウカに挑む。
ウカウカ
英：クランシー・ブラウン/日：大友龍三郎
宇宙の神殿でアクアクと最後の決着を付けるべく、コルテックス達を呼び出した。「ガッチン とけメルト」では氷のフィールドをビームで溶かしてくる。コルテックス、ブリオ、コング、リラ・ルーの「悪のチーム」を結成し、打倒アクアクに燃える。
ポーラ
声：こおろぎさとみ
ガッチンで乗り物として登場する。本来クラッシュの友達である単体キャラだが、プレイヤーキャラ全員を背中に乗せるため今作では複数のポーラが登場する。「ガッチン ボムなげ」では手持ちの爆弾で倒す事ができる。ガッチン系のステージにレギュラー出演している。
エヌ・ジン
「タマたま フィーバー」に登場。時々ステージの中央に現れては、高速回転しながら四方八方に大量のタマを飛ばしてくる。これだけ回っても目が回らないという事は、彼の三半規管はクラッシュ並みに特殊なものだと思われる。
リパー・ルー
「じらいだ ホッピン」に登場。普段はフィールドの外を跳ね回っているが、時々フィールド内に入ってきて爆弾パネルを仕掛けたりミサイルを乱射したりする。格好は『２』の時と似ていてシルクハットと杖の２点セットを持っている。
グリン
「ペンギン はこスロー」に登場。普段はフィールドの中央で眠っているが、直接攻撃や箱等で攻撃を加えると目を覚まし、高速回転攻撃を繰り出す。元々はクラッシュ達の味方だが、今回は妨害キャラとして登場する。回転中のグリンに触れるとダメージを受けるし、グリンが弾く箱にぶつかってもダメージになる。
ベイビーT
「マトあて ベイビーT」に登場。ポーラと同様プレイヤーキャラを乗せる乗り物キャラ。キャラによってベイビーＴの色が異なる。

### ボスキャラクター
「おはなしモード」では各ワープルームにボスキャラクターが待ち構える。
パプパプ（声：ブレンダン・オブライエン）
ワープルーム1のボス。はこスロー形式で戦う。
パプパプの魔術が生み出す「マボロシ・クラッシュ」の攻撃や、衝撃を与えタイルを波のように捲り上げる攻撃をしてくる。一通り攻撃をかわすと腹を抱えて笑い出すのでその隙に箱をぶつけて攻撃する。
3回攻撃を当てると上から落ちて来たブロックに潰されそのままプレイヤーの勝利となる。
パパぐま
ワープルーム2のボス。ガッチン形式で戦う。
水兵に扮し、潜水艦に乗り込み、フィールド上にミサイルを装備した「いぬロボット」を1～3体発射したり、砲弾でフィールドの一部を破壊したり等様々な攻撃を仕掛けてくる。
いぬロボットを全てフィールドから落とすと出現するミサイルでパパぐまを狙い撃ちする（これを外すとバカにしたように笑われてしまう）。1発当てるごとにフィールドを狭くする上、発射するロボットの数が増える。ミサイルを3発当てれば勝利。
本来「ポール」という名前があるが、今作ではその名は一切使われない。
コモド兄弟（コモド・ジョー/コモド・モー）（声：ブレンダン・オブライエン（モーの声））
ワープルーム3のボス。タンク形式で戦う。
バトルは二段階に分けられ、最初は二人が「コモドとりで」から撃ち出してくる弾やミサイルをかわしながら砦を破壊していく。砦は3段階の攻撃を行い、攻撃パターンは「トゲ弾砲台3門→ビーム砲台4門→ミサイル砲台2門」。それぞれ全て破壊すると次の段階に進む。
砦を破壊するとジョーとモーがそれぞれタンクに乗り込み、プレイヤーとの直接対決となる。二人が撃ってくる弾はコルテックス・ブリオと同じビーム砲であり耐久力も高いが、こちらの武装が弾数無制限のミサイルに変更される。
砦を破壊した後にやられた場合、再開は砦破壊後からとなる。
エヌ・オキサイド
ワープルーム4のボスで事実上のラスボス。
前半はシューティングタイプのステージで、あらゆるトラップを避けたり破壊したりしながらオキサイドを追い続ける。この間オキサイド側には体力が設定されていないため、いくら攻撃しても効果はない。
ワープゾーンまで辿り着くと後半戦に入り『タマたま』形式のバトルになる。従来のタマたまとは異なり体力制となっており、ゴールにタマが入るとゲージが一定量減少する。ただし、ミサイルは触れるとダメージを食らい、赤いニセダマは当たると即死するため、逆に回避しなければならない（ゴールに入っても体力は減らない）。
なお、後半戦でミスした場合は、後半戦から再開される。また、何度かミスし続けると徐々にオキサイドの動きに隙が発生する。

### 隠しキャラクター
ニセクラッシュ
声：山口勝平
ある条件を満たした際に表示される隠しコマンドをキャラクター選択画面で入力すると使用できる。『レーシング』から再登場。今回唯一の隠しキャラクター。能力は本物のクラッシュと同じ。

## おはなしモード
1人または2人でプレイ可能。2人プレイの場合はチーム戦となる。
選んだキャラクターが『アクアクチーム』か『ウカウカチーム』かによってストーリー展開が異なるほか、2人プレイで選んだキャラクターがそれぞれチームの異なっている場合は更に異なるストーリーが展開される。
ワープルームからステージを選択してミニゲームをプレイし、一定条件を満たせばボスに挑戦できる。勝利すれば次のワープルームに進むことができる。セーブは各ワープルームに1つずつあり自由に行える。なお今作は達成率200％まで上昇が可能。

### ワープルーム毎のステージ
通常ステージの内容については後述の「ステージ」の項を、ボスステージについては「ボスキャラクター」の項を参照。

#### ワープルーム1
- タマたま バリヤー
- のこった ガッチン
- ハコとれ ホッピン
- なげちゃえ はこスロー

- ぶつけろ！ パプパプ（ボスステージ）

#### ワープルーム2
- くっつき タマたま
- トドめだ ガッチン
- かこんで ホッピン
- おちるな はこスロー
- せんしゃで タンク
- パパぐま ロックオン！（ボスステージ）

#### ワープルーム3
- タマたま フィーバー
- ガッチン とけメルト
- じらいだ ホッピン
- ペンギン はこスロー
- てつのカベ タンク
- まわって レーサー
- こわせ！ コモドとりで（ボスステージ）

#### ワープルーム4
- タマたま スカイハイ
- ガッチン ボムなげ
- ホッピン キーロック
- ハテナな はこスロー
- とっテム タンク
- ドクどく レーサー
- フーセンの そら
- ぎゃくしゅう！ オキサイド（ボスステージ）

#### ひみつのワープルーム
各ステージのクリア状況に応じて開放。
- ドルフィン レーサー
- マトあて ベイビーＴ
- キノコだ でかハンマー
- ぬまちだ ホバタンク
- かやくで どかドッカン
- ひのたま レーサー

## ステージ
今作では数種類のミニゲームをプレイするため、操作方法はステージにより異なる。

### はこスローたいかい
箱を投げたり蹴り飛ばしたりして相手を倒すゲーム。箱だけでなく、アイテムや障害物をいかに効率良く使うかも勝利の鍵となる。ダイヤチャレンジでは制限時間が短く設定される。
なげちゃえ はこスロー
箱・爆弾箱・ニトロ箱を使って相手を倒す最もシンプルなルールと呼べるステージ。
パワーストーンチャレンジでは、背景にある遺跡からプレイヤー目掛けてニトロ箱が降って来る。
おちるな はこスロー
爆弾箱やニトロ箱を爆発させると床に穴が空く。落ちると即死。
パワーストーンチャレンジでは、「箱を投げずに試合に勝つ」事が条件となり、出現する箱が全て爆弾箱・ニトロ箱のみとなる。
ペンギン はこスロー
中央にグリンが眠っており、攻撃すると目を覚まし、一定時間周囲を高速回転する。グリンの高速回転に当たるともちろんダメージを受ける他、周囲の箱を弾き飛ばし危険なので注意が必要。また、アイテムもかき消してしまう。
パワーストーンチャレンジでは、プレイヤーのみツルツル滑って動きにくくなっている。
ハテナな はこスロー
紫の「？箱」を壊すと強力なアイテムが出現する。このステージのみニトロ箱が登場せず、普通の箱のデザインも変わっている。
パワーストーンチャレンジでは、「？箱」を直接壊すと爆発して即ゲームオーバーとなる。アイテムが欲しい場合は、箱を投げて壊すしかないが、投げた先で敵にアイテムを取られてしまう事もあるため注意。

### ガッチンたいかい
氷のフィールドの上でポーラに跨り押し合いをする相撲のようなゲーム。落ちそうになった時に□ボタンを連打すればそのまま助かるが、タイミングが悪いとそのまま落ちてしまう事がある。ダイヤチャレンジでは制限時間が短く設定される。
のこった ガッチン
外周は氷でブロックされているがぶつかる事で破壊できる。上空を飛び回るアイテムボールの光を浴びると、アイテムが出たり、キャラクターが大きくなったり小さくなったりする。
パワーストーンチャレンジでは、アイテムボールがごく稀に雷を落としながらプレイヤーをしつこく追う。当たると一定時間操作不能。この雷は敵が当たっても何も起こらない。
トドめだ ガッチン
「のこった ガッチン」と同じようなコースだが、フィールドが波に揺られるように大きく傾く上に氷のガードが始めからない。更に魚がフィールド内に跳ねてくるとトドがやって来てフィールドがその方向に大きく傾く（トドには当たり判定があるため、トドが乗り出す位置にいるとそのままフィールド外へ引きずり込まれる危険性がある）。
パワーストーンチャレンジでは、暗雲立ち籠める悪天候になっており、フィールドの傾きが更に大きくなる。また、このチャレンジではトドは一切現れない。
ガッチン とけメルト
アイテムボールの代わりにウカウカが上空を飛び回り、ビームでフィールドの氷を溶かしていく。また、このビームに当たると小さくなったり、おもりのアイテムが出たりするが、運が悪いと氷漬けにされたり雪だるまにされたりしてしまう。氷漬けは復活にかかる時間が雪だるまの時より短く、雪だるまは氷漬けの時と異なり方向キーで微量のコントロールが可能。
パワーストーンチャレンジでは、□ボタン連打による落下防止の動作ができなくなっている。
ガッチン ボムなげ
フィールド上に出現する爆弾で、相手のポーラを倒す事ができる。ポーラがいない状態でもう一度爆弾を食らうとやられてしまう。
パワーストーンチャレンジでは、プレイヤーのみポーラがいない状態でスタートとなる。

### ホッピンたいかい
フィールドのパネルをホッピングで移動する度そのパネルが自分の色（1P：黄、2P：赤、3P：青、4P：緑）に塗られる。「ポイントボックス」を壊すと自分の色が塗られたパネルの数だけポイントを獲得でき、壊した時点で自分の色は全て消える。また、相手の色に塗られたパネルは自分の色に上塗りできる。時間切れになったときに、最も点数の多かったキャラクターの勝ち（チーム戦では合計ポイントが一番多いチームが勝ち）。ダイヤチャレンジでは予めそれぞれが決められた点数を持っており、ポイントを獲得する度に点数が減っていき最初に0になった者が勝ちとなる。この際プレイヤーの持ち点は他のキャラより多めになっている。
ハコとれ ホッピン
自分の色のパネルを増やしていきポイントボックスを壊しポイントを獲得していく。フィールドにはアイテムや矢印パネルが散らばっている。
パワーストーンチャレンジでは、毒キノコが生えてくる。踏むと即アウトになるがミサイルで破壊できる。
かこんで ホッピン
通常のホッピンステージとは異なりこのステージのみポイントボックスが出現せず、自分の色のパネルを囲んでポイントを獲得していく。壁の4色の色もポイント獲得に利用できるが、一定時間毎に時計回りに動き出すので注意。
パワーストーンチャレンジでは、囲んだ時に獲得したポイントが一番大きいプレイヤーが勝利となる。
じらいだ ホッピン
リパー・ルーが仕掛ける爆弾パネルを踏むか爆発に巻き込まれると、一定時間動けなくなってしまう。
パワーストーンチャレンジでは、リパー・ルーの地雷が爆弾パネルからニトロパネルに変わっており、触ると１発でアウトになってしまう。リパー・ルーはプレイヤーが近づくとフィールド内に入ってくる習性があるので、常に距離を取りつつポイントを稼ぐテクニックが求められる。
ホッピン キーロック
自分の色のパネルを踏むと色が全てリセットされてしまう。フィールド上を移動する「ロック」を手に入れると一定時間自分の色のパネルがロックされ、自分で踏んでもリセットされず、敵にも色を変えられなくなる。敵がパネルを踏んでいる状態でミサイル攻撃するとそのパネルが撃った者の色に変化する。
パワーストーンチャレンジでは、プレイヤーのみパネルを直接自分の色に変化させることができないため、ミサイル攻撃で敵のパネルを奪ってポイントを稼ぐしかない。

### タマたまたいかい
「タマたまマシーン」に乗って、次々と出てくるタマをはね返す。タマが自身のゴールに入ると持ち点が減り、持ち点が0になると負け。最後まで持ち点が残っていたキャラクターの勝ち。ダイヤチャレンジではプレイヤーの持ち点が他のキャラより少なく設定される。
タマたま バリヤー
バリヤを使い玉を跳ね返し敵のゴールに入れる。
パワーストーンチャレンジでは、プレイヤーのみバリヤーが使えなくなる。
くっつき タマたま
×ボタンを押している間「マグネットパワー」でタマをくっ付け、高速でシュートする事ができる。ただし長時間くっ付け過ぎるとマグネットパワーが自動で解除されてしまう。
パワーストーンチャレンジでは、時々敵側のゴール一面にバリヤーが張られる。
タマたま フィーバー
ステージの中央に時々エヌ・ジンが現れ、高速回転しタマをどんどん撃ち出してくる。
パワーストーンチャレンジでは、エヌ・ジンが自身のゴールにしかタマを発射しなくなる。しかし、タマが飛んでくる地点は毎回同じであり、結果的に発射するタマの量も少なくなるため、通常ステージほどの苦戦を強いられる事はない。
タマたま スカイハイ
フィールドがランダムの方向に傾き、タマの軌道にも大きく影響する。
パワーストーンチャレンジでは、敵が使用する「赤バリア」で、タマが赤い「ニセダマ」に変化する。これにプレイヤーが当たるとマシーンが大破してしまうため、回避しなければならない。ただし、ニセダマはゴールされてもポイントは減らない。

### タンクたいかい
タンクに乗って、主砲や地雷、爆弾等で相手のタンクにダメージを与える。最後まで生き残るか、時間切れ時に体力が一番多いキャラクターが勝者になる。主砲の性能はキャラクターによって異なる。画面上部には体力ゲージと持っている地雷・爆弾・ミサイルの数が表示される。
せんしゃで タンク
パワーストーンチャレンジでは、中央にある潜望鏡が、プレイヤー目掛けて爆弾を放ってくる。ステージの四隅は爆弾が届かないので安全地帯となる。
てつのカベ タンク
フィールド上に敷き詰められた上下する鉄壁でステージの形が変化する。
パワーストーンチャレンジでは、上空から地雷が投下され、当たると1発でアウトになる。さらに敵が設置したその地雷に当たっても即アウトになるので、上からの地雷にも敵の攻撃や地雷にも警戒しながら戦う必要がある。
とっテム タンク
上記2ステージとは異なり、カベがなく8方向へ自由に移動できる広々としたステージ。一定時間が経過すると、中央のトーテムポールが一体ずつ落下して来る。本体及び衝撃波に当たると大ダメージを食らう。また、トーテムポールは事ある毎にフィールド上を移動する。
パワーストーンチャレンジでは、トーテムポールがプレイヤーに向けて爆弾を吐き出してくる。爆弾はステージ上をしばらく転がり続け炸裂する。トーテムポールは時計回りに回転しているため、同じ方向に逃げていると常に爆弾に狙われる事になるので反時計回りに逃げるのがコツ。
ぬまちだ ホバタンク
操作感覚が上記3ステージとは大きく異なる特殊なステージ。フィールド上には壁や障害物が一切存在しないが、リンゴや補給弾等のアイテムも登場しないため、体力と地雷を温存しながら戦う必要がある。
パワーストーンチャレンジでは、沼地の上を魚雷が浮遊しており、プレイヤーが触れると一発でゲームオーバーとなる（敵のタンクは全て通り抜ける）。魚雷は常にプレイヤーを追尾するが動きはそれほど速くない。また、地雷も使えないため、敵は主砲で倒すしかない。

### レーサーたいかい
ドットレーサー（「ドルフィン レーサー」のみイルカ）に乗って、短距離の円形カーレースを行う。ステージ毎に決められたラップ数を走り切るか、時間切れ時に最も多くの周を走ったキャラクターが勝者になる。コース外に落下してもコース内に復帰できる。リンゴを手に入れた分だけブースターを使用でき、スピードが速くなる。また、ブースターやミサイルで相手を突き飛ばすことが可能。ダイヤチャレンジでは制限時間以内に予めそれぞれが決められたラップポイントを持っており、1周する度にラップポイントが減っていき最初に0になった者が勝ちとなる。この際プレイヤーの持ち点は他のキャラより多めになっている。
まわって レーサー
ミサイルは相手をコース外に突き飛ばすのに使用する。ミサイルは壁に当たっても反射する。
パワーストーンチャレンジでは、相手キャラクターが放つミサイルに当たると1発でアウトになる。
ドクどく レーサー
毒沼上でのステージ。コース内にはドラム缶が設置されており、当たると突き飛ばされてしまい、一定時間コントロール不能。また、中央には毒沼のモンスターが頭を出し、毒沼の小さいモンスターがコース上に現れ、そのモンスターに接触すると、突き飛ばされてしまう。
パワーストーンチャレンジでは、毒沼に落下すると、一定時間エンジントラブルが発生し、スピードが1/2ダウンする。尚、このチャレンジではドラム缶は設置されていない。
ドルフィン レーサー
水中がステージでイルカにのって競走する。また、コース中央には回転台が設置されており、時折キャラクターをコース外に落下させるためのパイプが出現する。
パワーストーンチャレンジでは、回転台のスピードがアップする。
ひのたま レーサー
ステージの中央には火山であり、時々火の玉が噴き出る。当たると突き飛ばされてしまう。
パワーストーンチャレンジでは、上空から敵が出現し、プレイヤーを突き飛ばそうとするので気をつけなくてはならない。尚このチャレンジのみ、火の玉は噴き出ない。

### そのほかたいかい
何れのステージも、制限時間以内にポイントを多く取得したキャラクターが勝利というルールである。ダイヤチャレンジでは制限時間以内に予めそれぞれが決められた点数を持っており、ポイントを獲得する度に点数が減っていき最初に0になった者が勝ちとなる。この際プレイヤーの持ち点は他のキャラより多めになっている。
フーセンの そら
各キャラクターの影の色と同じ上空に浮かんでいる色の風船をジャンプして取ればポイント獲得。違う色の風船を取るとダメージを受けるが、体力が減少するというペナルティはない。ステージの周囲は回転台になっており移動し辛くなっている。
黒い風船が混じっており、取ると次のようなことがランダムで起こる。
1. 回転台の回転方向が変わる。
2. ステージ上の風船の色が一定時間全て自分の影の色と同じ色の風船になる。
3. 自分の影の色と同じ色の風船以外の風船が全て消える。

パワーストーンチャレンジでは、自分の影と同じ色の風船以外の風船を取ると1発でアウトになる。
マトあて ベイビーT
ベイビーTに乗って、ステージ上に置いてあるダイヤを取り、背景を左右に転がる的に飛ばして当ててポイント数を獲得する。獲得できるポイント数はステージ上にその場に立っているポイント数のエリアによって決まる(例:×2のエリアに立っており、その場でダイヤを飛ばして的に当てると、2ポイントゲット)。体当たりするとダイヤを奪取できる。制限時間が半分になるとダイヤの数が1つ増える。
パワーストーンチャレンジでは、ポイント数が光っているエリアのみがポイントになっており、それ以外のエリアではダイヤを投げて的に当ててもポイントにならない。
キノコだ でかハンマー
ステージ上に生えるキノコをハンマーで叩いて潰せばポイントゲット。□ボタンを長押しして離すとショックウェーブを放ち、相手に攻撃できる。金色のキノコは高得点。
パワーストーンチャレンジでは、プレイヤー以外のキャラクター全員が叩いたときに常にショックウェーブを放つ。
かやくで ドカドッカン
ステージ上に設置してある樽を火薬で爆破させればポイントゲット。火薬に引火させるには、ステージの周囲を走っている二体の炎のキャラクターに触れなければならない。青の樽、金色の樽は高得点。
パワーストーンチャレンジでは、ステージ外周を爆弾キャラクターが走っておりプレイヤーに近づくと襲い自爆する。この際、爆弾キャラクターに当たり、爆発に巻き込まれると1発でアウト。

## アイテム・障害物

### はこスローたいかい
リンゴ
取ると少し体力を回復する。一定時間ごとにステージ上に数個出現する。
グレーの箱
最も多く出現する普通の箱。投げたり蹴ったりする事で相手にダメージを与えられる。
ばくだん箱
持ち上げたり蹴ったり乗ったりするとタイマーが作動し、3秒後に爆発する。グレーの箱よりダメージが大きい。タイマーが作動中に箱をぶつけるなどして衝撃を加えて爆発させる事もできる。
ニトロ箱
触ると爆発する危険な箱。持つ事はできないが、ばくだん箱よりダメージが大きい。
スピードシューズ
一定時間移動速度が上がる。
スロースピード
一定時間移動速度が下がる。
アクアク
一定時間、ばくだん箱やニトロ箱の爆風から身を守ってくれるが、箱が直撃すると消えてしまう。
おもり
取ってから数秒経つとおもりが落下し脱落となる。時間内に他のキャラクターに擦り付ける事ができる。
鉄ワク箱
『ハテナな はこスロー』のみ登場。特徴はグレーの箱と同じ。
？箱
『ハテナな はこスロー』のみ登場。壊すとランダムでリンゴかアイテムが出現する。
アタックバリア
？箱から得られるアイテム。自分の周囲に衝撃波を出し、ダメージを与える。使用回数は1回。
8方向ミサイル
？箱から得られるアイテム。強力なミサイルを8方向に発射する。使用回数は2回。
おっかけボール
？箱から得られるアイテム。敵を追尾するボールを発射しダメージを与える。使用回数は3回。

### ガッチンたいかい
アイテムボール
フィールド上を浮遊しているUFOのような物体。時々地上にアイテムを得られる光を照らす。ただし、キャラクターの体の大きさを変えたり、一部のルールではプレイヤーに雷を落として来る事もある。
ウカウカ
『ガッチン とけメルト』のみアイテムボールに代わって登場。フィールド上の氷を溶かしたり、キャラクターを凍らせたり雪だるまにしたりしてくる。アイテムボールと異なり、取得時点でキャラクターにとって有利となるアイテム・効果が出現しない。
サンダー
取得してから一定時間経つと自分以外のキャラクターに雷を落とし、数秒間操作不能にさせる。持っているキャラクターに触る事でサンダーを奪う事ができる。
おもり
『はこスローたいかい』における『おもり』と同様、取得してから一定時間経つと頭上におもりが落下しその時点で脱落となる。他のキャラクターに擦り付ける事ができる。
ばくだん
『ガッチン ボムなげ』のみ登場。アイテムボールからではなくフィールド上のランダムの位置に出現する。他のキャラクターに当てる事でポーラ、本体の順に倒す事ができる。

### ホッピンたいかい
ポイントボックス
「！」マークの描かれた紫色の箱。壊すとその時点で自分の色に塗られていたパネルの数だけポイントを獲得できる。
カラー矢印
取ると矢印の方向から一直線のマスが全て自分の色に変わる。矢印の向きは常に変わる。『じらいだ ホッピン』では4方向のものが登場する。
ミサイル
前方に一発発射できる。当たった相手はしばらく動けなくなる。『かこんで ホッピン』では4方向に発射できる仕様。『ホッピン キーロック』では当てた相手の色のパネルを全て自分の色に変えられる。
スピードシューズ
一定時間移動速度が上がる。
ロック
『ホッピン キーロック』のみ登場。フィールド上をキャラクターから逃げるように動き回る。取ると一定時間自分の色のパネルにロックがかかり、他のキャラクターに色を変えられなくなる。また、自分で踏んでもリセットされなくなる。
どくキノコ
『ハコとれ ホッピン』のパワーストーンチャレンジに登場。フィールド上の至る所に生えてくる。プレイヤーが触ると1発でアウトだがミサイルで破壊できる。
ばくだんパネル
『じらいだ ホッピン』でリパー・ルーがフィールド上のあちこちに仕掛けるパネル。踏むか爆風に巻き込まれると動けなくなる。
ニトロパネル
『じらいだ ホッピン』のパワーストーンチャレンジに登場。爆弾パネルより強力で、踏んだ瞬間にアウトとなる。

### タマたまたいかい
プラズマバリア
『タマたま フィーバー』のみ登場。ゴールの両端に時々出現する。取ると一定時間マシーンの周りにバリアが張られ、タマを寄せ付けなくする。

### タンクたいかい
地上にそのまま出現するものと、上空を横切る航空機がパラシュートで投下するものとが存在する。後者は着地するまで中身が分からない。中身が地雷の場合、パラシュートに触れるとそのままダメージを喰らってしまうため注意が必要。
リンゴ
体力が少し回復する。主砲の弾が当たると消えてしまう（地雷の爆風では消えない）。
地雷
フィールドに設置し、しばらくすると爆発。爆風の範囲は一直線上。自分が置いた地雷でもダメージを受けるので注意。各キャラクターは予め一定数所持している（一部ルールを除く）。
遠距離ばくだん
山なりに飛ぶ爆弾。一度に2発発射できる。
2Ｗミサイル
主砲として使える強力なミサイル。
ホバタンク地雷
『ぬまちだ ホバタンク』のみ登場。沼地の上を浮遊しながら敵を僅かに追尾する。当たるまで炸裂しない。

### レーサーたいかい
リンゴ
取るとブースターゲージが貯まる。
ミサイル
前方に発射でき、壁で反射するキャラクターに当てるとクラッシュさせられる。
バリア
『ドクどく レーサー』のみ登場。使うとバリアが張られ、近くのキャラクターを弾き飛ばす事ができる。

### そのほかたいかい

#### フーセンの そら
？箱
動く床の上に出現。壊すと中からアイテムが出現する。
ウイングシューズ
一定時間床の回転の影響を受けずに移動できる。
吸引機
自分の色のフーセンだけを集められる。他のキャラクターに攻撃されると消えてしまう。

#### マトあて ベイビーT
ダイヤ
ピンク、緑、青の3色が存在する（青は途中から出現）。マトに当てるとダイヤを投げた位置によってポイント数が獲得できる。ダイヤの色はポイント数と関係ない。

#### キノコだ でかハンマー
キノコ
地面から生えてくる。ハンマーで叩くと2・3・5点を獲得できる（溜める事で叩いた時の点数が上がる）。
金のキノコ
生えてからすぐに叩くと10点もらえるが、放置するにつれ徐々に点数が上がっていく。勿論、普通のキノコと同様、溜めた場合高得点が得られる。
？箱
壊すとアイテムが手に入る。
スピードシューズ
一定時間移動速度が上がる。
でかショックウェーブ
衝撃波で広範囲のキノコを潰せる。キノコが密集する地点で使うと高い効果を発揮する。

#### かやくで ドカドッカン
青の樽
火薬で破壊する事でポイントを獲得できる。連続で壊すと2点、4点、6点…と、一度に得られるポイントが連鎖的に増える（上限は10点）。
銀の樽、金の樽
銀の樽は10点、金の樽は20点獲得できる。ポイントの連鎖は影響しない。
ショックウェーブ
衝撃波で周囲の樽をまとめて破壊できる。
炎のキャラクター
二体おり、フィールドの外周を時計回りに走っている。火薬に引火させるために必要。直接触れてもダメージはない。
爆弾のキャラクター
パワーストーンチャレンジに登場。フィールドの外壁の上を反時計回りに走っている。プレイヤーが当たるとその時点でアウト。炎のキャラクターに火薬を引火させる際、鉢合わせにならないよう注意が必要。

### トーナメントバトルモード

#### 1回戦
1. なげちゃえ はこスロー
2. ハコとれ ホッピン
3. のこった ガッチン
4. タマたま バリヤー
5. せんしゃで タンク
6. まわって レーサー
7. フーセンの そら
8. ぶつけろ！ パプパプ（ボスステージ）

#### 2回戦
1. おちるな はこスロー
2. じらいだ ホッピン
3. ガッチン とけメルト
4. くっつき タマたま
5. てつのカベ タンク
6. ドルフィン レーサー
7. マトあて ベイビーT
8. パパぐま ロックオン！（ボスステージ）

#### 準決勝
1. ペンギン はこスロー
2. ホッピン キーロック
3. トドめだ ガッチン
4. タマたま スカイハイ
5. とっテム タンク
6. ドクどく レーサー
7. キノコだ でかハンマー
8. こわせ！ コモドとりで（ボスステージ）

#### 決勝戦
1. ハテナな はこスロー
2. かこんで ホッピン
3. ガッチン ボムなげ
4. タマたま フィーバー
5. ぬまちだ ホバタンク
6. ひのたま レーサー
7. かやくで ドカドッカン
8. ぎゃくしゅう！ オキサイド（ボスステージ）

## スタッフ
- スーパーバイザー - 鶴見六百
- エグゼクティブプロデューサー - 杉原直哉
- プロデューサー - Jon Williams、長谷川亮一
- アソシエイトプロデューサー - 松下淳、大津民地
- アシスタントプロデューサー - Phil Bennett
- CGワークス - Matt Dixon、Steve Bamford、Clive Stevenson Jón Parr、柳美根子、高木聡、根本健一、小野誠志
- 音響監督 - 田中信作、伊達康将、清水浩史
- 音響効果 - Steve Duckworth
- 音響制作 - 東北新社
- 音楽 - Steve Duckworth、足立賢明

## 評価
加重平均評価サイトMetacriticは、本作を「賛否両論、または平均的」と評した。
GameProのヒューマン・トルネードは、本作が4人同時に遊べるミニゲーム集であることに着目し、より多くの人々と遊べると楽しいと評した。
Game Revolutionのショーン・スパークスは、本作のグラフィックがしっかりしていることと、ミニゲームの多さ、多人数同時プレイの完成度の高さについて肯定的に評価した。
IGNのダグ・ペリーは本作のオリジナリティの低さと奥深さのなさを指摘しつつも、「意識高い系オタクをつなげる磁石のようなソフト」としてできていると評価している。
GameSpotのライアン・デイヴィスは本作を退屈でありきたりだという評価を下している。